# Sicienko (gemeente)
De gemeente Sicienko is een landgemeente in het Poolse woiwodschap Koejavië-Pommeren, in powiat Bydgoski.
De zetel van de gemeente is in Sicienko.
Op 30 juni 2004 telde de gemeente 8732 inwoners.

## Oppervlakte gegevens
In 2002 bedroeg de totale oppervlakte van gemeente Sicienko 179,46 km², waarvan:
- agrarisch gebied: 70%
- bossen: 19%

De gemeente beslaat 12,87% van de totale oppervlakte van de powiat.

## Demografie
Stand op 30 juni 2004:
| Omschrijving                   | Totaal | Totaal | Vrouwen | Vrouwen | Mannen | Mannen |
| ------------------------------ | ------ | ------ | ------- | ------- | ------ | ------ |
| eenheid                        | aantal | %      | aantal  | %       | aantal | %      |
| inwoners                       | 8732   | 100    | 4309    | 49,3    | 4423   | 50,7   |
| bevolkingsdichtheid (inw./km²) | 48,7   | 48,7   | 24      | 24      | 24,6   | 24,6   |

In 2002 bedroeg het gemiddelde inkomen per inwoner 1426,36 zł.

## Aangrenzende gemeenten
Białe Błota, Bydgoszcz, Koronowo, Mrocza, Nakło nad Notecią, Osielsko, Sośno